# 조너선 체이스
조너선 체이스(Jonathan Chase, 1979년 10월 26일 ~ )는 미국의 배우이다.

## 출연 작품
- 올 아이 원트 (2017)
- 어 마디아 크리스마스 (2013)
- 스트로베리 썸머 (2012)
- Dorfman in Love (2011)
- 올 어바웃 스티브 (2009)
- 게이머 (2009)
- 이글 아이 (2008)
- 슈퍼히어로 (2008)
- Dead Tone (2007)
- 어나더 게이 무비 (2006)
- 더 진저데드 맨 (2005)

### 텔레비전
- 탐정 몽크 (2004)
- 고스트 & 크라임 (2005)
- One on One (2005-06)
- 일라이 스톤 (2008)
- 나이트 라이더 (2008)
- CSI: 뉴욕 (2009)
- 레버리지 (2009)
- CSI: 과학수사대 (2011)
- 멘탈리스트 (2012)
- 본즈 (2014)
- NCIS: 로스앤젤레스 (2014)
- 투 브로크 걸스 (2015)
- 모던 패밀리 (2017)
- 셰임리스 (2017)
- 브루클린 나인-나인 (2019)
- NCIS (2020)
- 9-1-1: 론 스타 (2020)